# 中村産業 (千葉市)
株式会社中村産業（なかむらさんぎょう）は千葉県千葉市花見川区にある運送業者。

## 沿革
- 1990年10月：創業
- 1994年：設立
- 1995年12月：一般貨物自動車運送事業許可取得
- 1996年2月：株式会社中村産業へ組織変更、第一種利用運送事業許可取得
- 1996年3月：イベント事業開始
- 1996年10月：営業区域拡大の認可取得（首都圏地区1都6県）
- 1998年4月：関東圏区域の変更（関東圏1都7県）
- 1998年6月：倉庫運営業務東映八千代配送センター開始
- 2001年3月：本社事業所及び本社倉庫完成
- 2003年9月：三角町倉庫完成
- 2009年2月：白井事業所を開設
- 2010年8月：全省庁統一資格を取得
- 2010年10月：ホームエコ・ロジスティクス千葉流通センターを開設
- 2010年11月：旭化成ホームズ千葉物流センターを開設